# Jiyanpur
Jiyanpur – miasto w północnych Indiach w stanie Uttar Pradesh, na Nizinie Hindustańskiej.
Populacja miasta w 2001 roku wynosiła 10 298 mieszkańców.